# Conan l'avventuriero
Conan l'avventuriero (Conan the Adventurer) è una raccolta di quattro racconti heroic fantasy scritti da Robert E. Howard e L. Sprague de Camp con protagonista Conan il barbaro, personaggio creato da Howard.
È il quinto tomo di una serie di dodici volumi dedicata al personaggio.

## Storia editoriale
Il personaggio di Conan era stato creato da Robert Howard nel 1932 e fu protagonista di diversi romanzi e racconti pubblicati sulla rivista Weird Tales fino alla morte dello scrittore nel 1936. Circa vent'anni dopo la casa editrice Gnome Press acquisì i diritti per ristampare in volume il ciclo di Conan e affidò la curatela del progetto al romanziere L. Sprague de Camp, importante autore della rivista Unknown concorrente di Weird Tales; egli decise di organizzare i testi di Howard secondo una cronologia interna da lui ipotizzata (laddove Howard li aveva composti in ordine anacronico) e aggiunse ai cinque volumi di materiali "canonici" due tomi di testi "apocrifi", composti di suo pugno o dal collaboratore Björn Nyberg. Circa dieci anni dopo i diritti passarono da Gnome Press a Lancer Books e il nuovo editore incaricò de Camp e il suo collaboratore Lin Carter di espandere ulteriormente la serie, allestendo così una nuova edizione in dodici volumi.
Il quinto volume Conan the Adventurer fu pubblicato in brossura da Lancer Books nel 1966; fu successivamente unito al quinto e al sesto volume della dodecalogia, Conan lo zingaro e Conan il bucaniere, nell'omnibus per il mercato britannico The Conan Chronicles 2 (Sphere Books, 1990). Il libro è stato tradotto in tedesco, francese, giapponese, spagnolo, italiano, svedese e olandese. 
La prima edizione italiana di Conan l'avventuriero è stata pubblicata da Editrice Nord nel 1974 entro la Fantacollana, collana nella quale venne tradotta l'intera serie Lancer/Ace (seppur in ordine sfasato rispetto alla cronologia interna); la raccolta è stata riproposta dallo stesso editore entro il volume omnibus di grande formato La Leggenda di Conan il Cimmero della linea Grandi Opere Nord nel 1989, e poi nell'omnibus in brossura tascabile Conan l'avventuriero della linea Tascabili Super Omnibus nel 1993.

## Contenuti
Il volume comprende un romanzo breve e due racconti "canonici" di Howard e un racconto incompiuto di Howard completato da de Camp come "collaborazione postuma".
- Introduzione di L. Sprague de Camp.
- Gli accoliti del cerchio nero (The People of the Black Circle), serializzato in tre puntate in Weird Tales settembre, ottobre e novembre 1934. Scritto da Robert E. Howard.
- "L'ombra che scivola" ("The Slithering Shadow", altrimenti conosciuto con il titolo di "Xuthal of the Dusk"), Weird Tales settembre 1933. Scritto da Robert E. Howard
- "I tamburi di Tombalku" ("Drums of Tombalku"), inedito. Sinossi di Robert E. Howard terminata da L. Sprague de Camp.
- "Lo stagno dei neri" ("The Pool of the Black One"), Weird Tales ottobre 1933. Scritto da Robert E. Howard.

## Trama
Nelle quattro storie di questo volume Conan ha ormai superato i trent'anni ed è tornato alla carriera di predone, stavolta presso il popolo degli Afghuli, ma la abbandona dopo aver difeso da una cricca di stregoni una principessa del paese di Vendhya. Egli allora si avventura per la terza volta nei Regni Neri del profondo Sud, dove si scontra con mostri e spiriti e prende il comando di una ciurma di bucanieri provenienti da Zingara.